# Anime Candide
Anime Candide (2003) è il tredicesimo album di Daniele Sepe, dedicato al contrasto fra innocenza e barbarie: la prima insita nelle genti, la seconda indotta dal potere.

## Il disco
- Nduniella è una canzone abruzzese risalente probabilmente alla fine del secolo scorso.
- Il lupo e l'agnello è una versione in greco moderno del testo originale di Esopo.
- Anime candide e Chanson d'amour sono brani scritti appositamente per l'album da Daniele Sepe e Dario Jacobelli. Il primo è cantato da 'o Zulù.
- Ce me pe ti zog è una valja, una forma di canto e danza, comune a tutte le comunità arbëreshë d'Italia. Nel finale si sposa ad una repenitza serba che si chiama Niska Banja.
- Valse pour Marlene e Sammuchella sono tratte dall'opera I dieci comandamenti di Raffaele Viviani.
- Amuri è un'antichissima serenata di cui si conoscono versioni in napoletano, siciliano, calabrese, veneziano e corso.
- Valse Bomba e Happy End sono brani originariamente composti da Daniele Sepe per la colonna sonora del film Amnèsia di Gabriele Salvatores.
- Preludio è una improvvisazione per zampogna di Piero Ricci.
- L'uccello di fuoco è basato su quattro battute tratte dall'omonimo balletto di Igor Stravinski.
- Asi como matan los negros è una poesia di Pablo Neruda musicata dal compositore cileno Sergio Ortega.
- Ronda das marraficas è una canzone scritta dal cantautore portoghese José Afonso.
- Menina estas a janela è una canzone tratta dal repertorio del cantante portoghese Vitorino.

## Tracce
1. 'Nduniella
2. Il lupo e l'agnello
3. Anime candide
4. Ce me pe ti zog
5. Valse pour Marlene
6. Sammuchella
7. Amuri
8. Valse bomba
9. Preludio / Chanson d'amour
10. L'uccello di fuoco
11. Asi como matan negros
12. Ronda da marraficas
13. Menina esta a janela
14. Happy end

## I musicisti
- Auli Kokko: voce
- Luca Persico detto O'Zulu: voce
- Massimo Ferrante: voce, chitarra battente
- Giuseppe Naviglio: voce
- Emi Salvador: voce
- Adnan Hozic: voce
- Galo Cadena: voce
- Rosita Ippolito: voce
- Franco Sansalone: voce
- Jorgos Pittas: voce
- Luca De Luca: voce
- Marian Serban: cymbalon
- Piero Ricci: zampogna
- Lino Cannavacciuolo: kemantchè
- Roberto Natullo: flauto
- Luciano Russo: clarinetto, voce
- Lello Settembre: clarinetto
- Oktavian Nikita-Christea: oboe
- Antonello Capone: fagotto
- Roy Paci: tromba
- Roberto Schiano: trombone
- Piero De Asmundis: tastiere
- Armanda Desidery: tastiere
- Ernesto Vitolo: organo Hammond
- Filippo D'Allio: mandolino
- Carlo Vignaturo: charango, bombo
- Franco Giacoia: chitarre, voce
- Franco Sansalone: dobro, voce
- Leonardo Massa: violoncello
- Aldo Vigorito: contrabbasso
- Dario Franco: contrabbasso
- Tommaso Scannapieco: contrabbasso
- Vittorio Pepe: basso elettrico
- Tommaso Scannapieco: basso elettrico
- Roberto Giangrande: basso elettrico
- Roberto Lagoa: percussioni
- Ciccio Merolla: percussioni
- Freddie Malfi: batteria
- Agostino Mennella: batteria
- Enrico Del Gaudio: batteria, voce
- Daniele Sepe: sassofono, flauto, tastiere, voce, programmazione e direzione